# Liste von Persönlichkeiten der Stadt Fröndenberg/Ruhr
Die folgende Liste beschäftigt sich mit den Persönlichkeiten der Stadt Fröndenberg/Ruhr.

## Bürgermeister und Stadtdirektoren
Von 1975 bis 1999 waren Bürgermeister in Frödenberg ehrenamtlich, seit 1999 waren beziehungsweise sind sie hauptamtlich Bürgermeister der Stadt:
- 1975–1984: Friedrich Westermann (CDU)
- 1984–1994: Wilhelm Demmer (SPD)
- 1994–1998: Christa Büscher (CDU)
- 1999–2009: Egon Krause (SPD)
- 2009–2020: Friedrich-Wilhelm Rebbe (SPD)
- seit 2020: Sabina Müller (SPD)

## Ehrenbürger
- Geistlicher Rat und Ehrendechant Heinrich Schmallenbach (* 20. August 1871 in Netphen; † 23. August 1958 in Fröndenberg), Ehrenbürger von Fröndenberg

## In Fröndenberg geborene Persönlichkeiten
- Johann Dietrich von Steinen (1699–1759), westfälischer Historiker und evangelischer Pfarrer in Frömern
- Ernst Wilhelm Hengstenberg (1802–1869), protestantischer Theologe und Alttestamentler
- Max Bisping (1817–1890), Komponist und Musikpädagoge
- Wilhelm von Bodelschwingh (1869–1921), deutscher Pfarrer, geboren in Dellwig
- Wilhelm zur Nieden (1878–1945), Widerstandskämpfer gegen das NS-Regime
- Friedrich Bering (1878–1950), deutscher Dermatologe, Hochschullehrer und Rektor der Universität zu Köln
- Eric Schildkraut (1906–1999), Schauspieler, geboren in Langschede
- Arthur Jonath (1909–1963), Leichtathlet, geboren in Bentrop
- Hubert Schmidt (1910–1989), Kaufmann und Politiker (CDU), Bürgermeister Fröndenbergs
- Franz Xavier Nierhoff (1913–1994), katholischer Ordensgeistlicher, Bischof von Floresta in Brasilien
- Hein Ballhoff (1925–1994), Kapitän Dipl. Ingenieur, Inhaber der Rudolf-Diesel-Medaille
- Hans Stockhausen (1932–2021), Gynäkologe
- Hans-Günter Friese (* 1940), Apotheker, Träger des Bundesverdienstkreuzes am Bande
- Ali Claudi (1942–2023), Jazz- und Bluesmusiker
- Jürgen Westphal (* 1955), Sänger, Musikproduzent und Verleger
- Thomas Lehn (* 1958), Musiker
- David Wilms (* 1963), Fernsehmoderator
- Markus Schroer (* 1964), Soziologe
- Uwe Schütte (* 1967), Literaturkritiker, Germanist und Sachbuchautor
- Jens Kamieth (* 1969), Landtagsabgeordneter (CDU)
- Matthias Aust (* 1970), Journalist (WDR)
- Rico Bernasconi (* 1970), House-DJ
- Paul-Philipp Besong (* 2000), deutsch-kamerunischer Fußballspieler

## Mit Fröndenberg verbundene Persönlichkeiten
- Geistlicher Rat und Ehrendechant Heinrich Schmallenbach (* 20. August 1871 in Netphen; † 23. August 1958 in Fröndenberg), Ehrenbürger von Fröndenberg
- Nikolaus Himmelmann (1929–2013), deutscher Archäologe (in Fröndenberg aufgewachsen)
- Bischof Franz-Josef Bode (* 1951), 1986–1991 kath. Pfarrer in St. Marien
- Peter Trautner (1951–2017), Maler & Bildhauer
- Hans-Joachim Erwe (1956–2014), Musikpädagoge und Musikwissenschaftler
- Ilona Haberkamp (* 1957), Musikerin
- Volker Sassenberg (* 1968), Hörspielproduzent (Point Whitmark, Gabriel Burns), arbeitet in Fröndenberg
- Zora Klostermann (* 1987), Schauspielerin
- David Blacha (* 1990), Fußballspieler